# Phil Hollyday
Phil Hollyday, ou Phil Holliday, de son vrai nom Philippe Monier, est un acteur pornographique français, né le 4 août 1976 à Aurillac.

## Biographie
Originaire du Cantal, le futur Phil Hollyday s'installe dans sa jeunesse à Paris, où il travaille d'abord comme animateur. C'est son goût pour les films X qui va décider de son parcours, en le poussant à réaliser son fantasme dans un but « thérapeutique ». Dans le cadre de son travail, il rencontre un réalisateur, Didier Parker , qui lui donne l'occasion de participer à des pornos amateurs. De fil en aiguille, son activité d'acteur devient un métier à plein temps. Un jour, sans le consulter, un réalisateur à qui il avait confié apprécier Johnny Hallyday le crédite au générique sous le nom de « Phil Hollyday ». Bien que détestant ce pseudonyme qui lui a été imposé, l'acteur finit par le conserver en raison de la notoriété qu'il a déjà acquise sous ce nom.
Dans la première moitié des années 2000, il devient, avec son ami Tony Carrera, l'un des acteurs les plus demandés du X français ; il apparaît dans de nombreuses productions de studios comme Marc Dorcel, Blue One, Colmax, JTC Vidéo, etc., devant la caméra de réalisateurs spécialisés comme Hervé Bodilis, Alain Payet, Yannick Perrin, John B. Root ou Fabien Lafait. En 2005, il remporte au festival international de l'érotisme de Bruxelles l’European X Award du Meilleur acteur. Il passe à la réalisation en 2007 avec le film L'Initiatrice.
Hors pornographie, Phil Hollyday apparaît dans On ne devrait pas exister, réalisé par HPG et présenté à la Quinzaine des réalisateurs du festival de Cannes 2006. En 2011, il incarne l'acteur porno Brendon Hardon dans la série Xanadu diffusée sur Arte : La Voix du Nord écrit à cette occasion qu'il « impressionne par la crédibilité de son jeu ».
En 2016, il ouvre une boîte de nuit dans sa ville natale, tout en continuant à faire des apparitions occasionnelles devant la caméra.

## Filmographie partielle

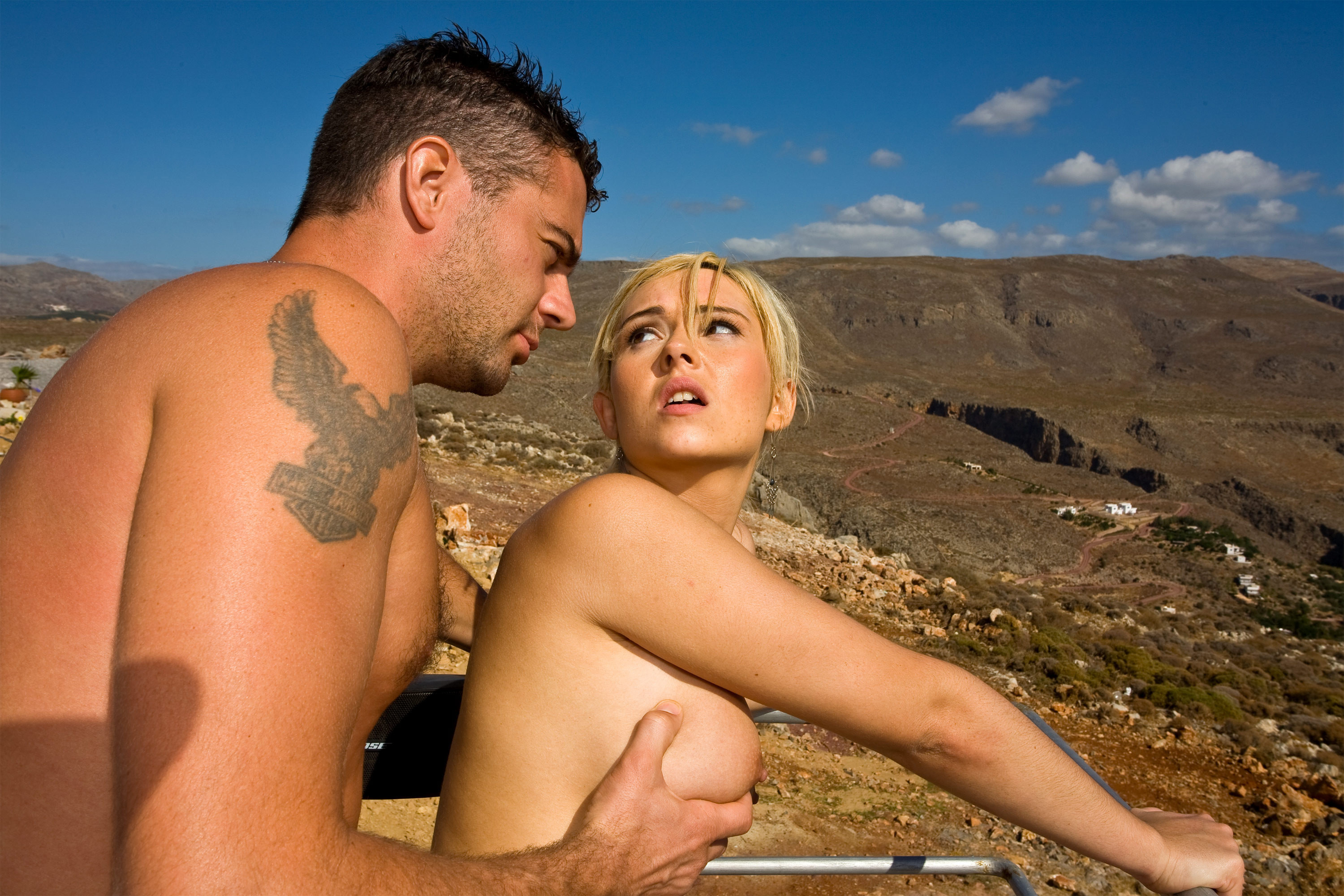
Phil Hollyday avec Angell Summers dans une scène du film Montre-moi du rose, de John B. Root.

### Pornographique
- 2001 : Le Point Q d'Alain Payet (Marc Dorcel)
- 2003 : Pretty Nina, de Fabien Lafait (JTC Vidéo)
- 2004 : La Nymphomane, de Yannick Perrin (Blue One)
- 2004 : Propriété Privée, de Jack Tyler (HPG Prod)
- 2004 : Vendeuses prêtes à niquer de Patrice Cabanel (JTC Vidéo)
- 2004 : En toute intimité, d'Angela Tiger (Marc Dorcel)
- 2004 : Les Ravageuses à la ferme, de Yannick Perrin (Blue One)
- 2005 : In Bed with Doc Gynéco, de François Régis (Marc Dorcel)
- 2005 : Nique Bill, de Fabien Lafait (JTC Vidéo)
- 2006 : Comme t'y est bonne, de Fabien Lafait
- 2006 : Éloge de la chair, de Jack Tyler (V. Communications)
- 2006 : Road movix, de François Régis (Marc Dorcel)
- 2007 : Le Camping des foutriquets, de Yannick Perrin (VCV Communication)
- 2007 : Érections Présidentielles, de Fabien Lafait
- 2007 : French conneXion, de Hervé Bodilis (Marc Dorcel)
- 2007 : L'Initiatrice (également réalisateur) (Colmax)
- 2008 : Ludivine 90, de John B. Root (JBR Média)
- 2008 : Casino - No Limit, de Hervé Bodilis (Marc Dorcel)
- 2008 : Blanche, Alice, Sandy et les autres, de Christian Lavil
- 2008 : Les Majorettes, de Yannick Perrin
- 2009 : Histoires de sexe(s), d'Ovidie et Jack Tyler (French Lover TV)
- 2009 : Montre moi du rose !, de John B. Root (JBR Média)
- 2010 : Dis-moi que tu m'aimes, de John B. Root, coproduction Canal+
- 2010 : La Grande épopée, de Jack Tyler, coproduction Canal+
- 2011 : Bodyguard (également réalisateur) (Marc Dorcel)
- 2011 : Top sexe, de Max Antoine
- 2011 : L'Artniqueur, de Fabien Lafait (JTC Vidéo)[10]
- 2012 : Ça baise au sauna, de Luka (Marc Dorcel)
- 2012 : Mangez-moi !, de John B. Root
- 2012 : Liberté sexuelle d'Ovidie (French Lover TV /Canal +)
- 2013 : Colmax université, des Compères (Colmax)
- 2014 : Les Sextapes de Liza, de Liza Del Sierra (Colmax)
- 2014 : Des filles libres, de John B. Root (JBR Média)
- 2014 : Ivres de sexe et de lumière, de Jack Tyler (HPG Prod)
- 2019 : Les plaisirs de la chère, de John B. Root (JBR Média)
- 2019 : Les baisers de Juliette, de Jack Tyler
- 2020 : Le journal d'une débutante, de Liza Del Sierra (33 Films Production)
- 2021 : Les chevauchées de l'Ouest, de Luka et Ludovic Dekan (Jacquie et Michel) avec Carollina Cherry et Clara Mia .

### Non pornographique
- 2006 : On ne devrait pas exister, de HPG
- 2011 : Xanadu (série télévisée)
- 2014 : GHB - (To Be Or Not To Be), de Laetitia Masson